# ISTQB Certified Tester
O ISTQB (International Software Testing Qualifications Board) é um selo de qualidade para testadores de software. Foi fundado em Edinburgh em Novembro de 2002. O ISTQB é o responsável pela certificação "ISTQB Certified Tester".
O EOQ-SG (European Organisation for Quality – Software Group) é a entidade legal que dá suporte ao ISTQB.